# Bandy i Ungern

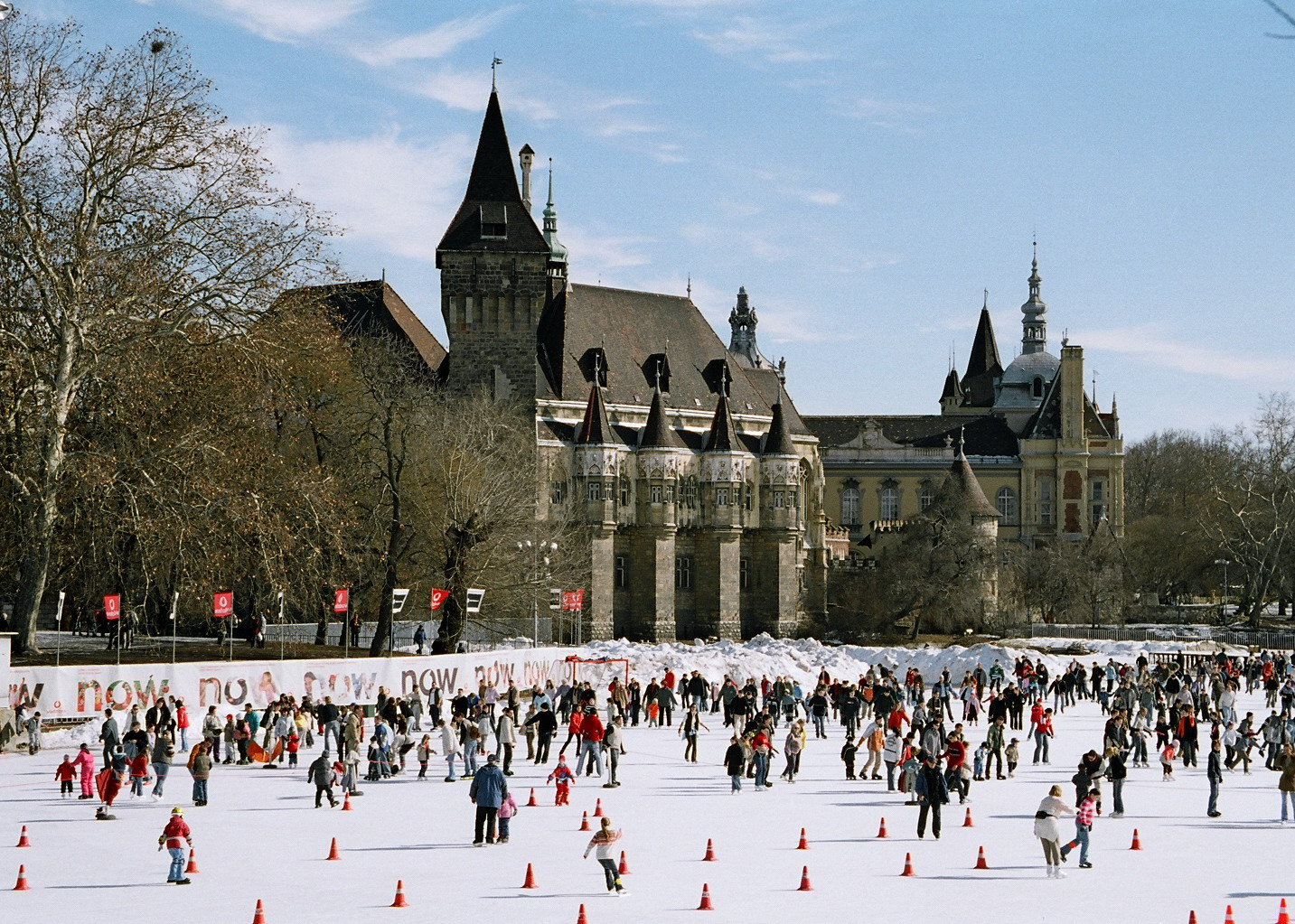
Városligeti műjégpálya med bandymål

Bandy i Ungern är en liten sport, och oftast utövas rinkbandy. Det finns dock en bana mitt i Budapest, Városliget Ice Arena/Városligeti műjégpálya, där herrarnas B-världsmästerskap spelades 2004 och världsmästerskapet för damer spelades i februari 2007.
I Ungern finns 2008 tre klubbar med bandy på programmet, Rangers SE, Budapest BC och PTTE.
Bandyskolor för barn finns.

## Historia
Bandy utövades i Ungern i början av 1900-talet av klubbar som FC Academica, MTK och Szeged. Det första laget startade 1907. 1908 hölls en stor internationell turnering, på isen i stadsparken. Spelet vann dock aldrig någon större uppmärksamhet i Ungern. 1922 övergick de flesta ungerska bandyspelarna till att spela ishockey. 1988 började organiserad bandy åter utövas i Ungern och Ungerns bandyförbund bildades. Ungerns herrar gjorde internationell debut 1990 i Russian Government Cup, världsmästerskapsdebut 1991 och Ungerns damer gjorde det då Ungern arrangerade damernas världsmästerskap 2007.

## Framgångsrika spelare
Ett fåtal spelare i det ungerska landslaget har spelat för någon svensk klubb. Mest framträdande av dessa är Sandor Banffy som spelade några år i Uppsalaklubbarna IK Sirius BK och IF Vindhemspojkarna. Under världsmästerskapet 1997 i Sverige var fyra spelare i det ungerska landslaget aktiva spelare i svenska klubblag, dessa var Istvan Polgar, Andreas Nagy, Peter Takacs och Sandor Banffy. Samtliga fyra är födda i Sverige men har en eller båda föräldrarna från Ungern. Tränaren för Ungerns bandylandslag 1997 var Stefan Eliasson som även var dåvarande klubbtränare för IFK Sollentuna.